# Жан Реноар
Жан Реноар (фр. Jean Renoir; Париз, 15. септембар 1894 – Беверли Хилс, 12. фебруар 1979) био је француски филмски редитељ, сценариста, продуцент и писац. Често се у својим филмовима појављивао и као глумац. Сматра се једним од највећих и најзначајнијих уметника француског поетског реализма и највећим француским редитељем до 60-их година 20. века. Током каријере, почевши још у периоду немог филма, снимио је више од 40 филмова, од којих се неки убрајају у најзначајнија светска филмска остварења икада.
Био је син чувеног француског сликара импресионисте Пјер-Огиста Реноара. Осим Жана Реноара и други чланови ове породице били су познати филмски ствараоци. Његов брат Пјер Реноар био је глумац, а братанац Клод Реноар филмски сниматељ.

## Детињство и порекло
Жан Реноар рођен је у Паризу, у чувеној четврти Монмартр, као средњи од три сина чувеног француског сликара Пјер-Огиста Реноара. Одрастао је у окружењу у коме је доминирала уметност, међу сликарима и њиховим моделима. Као дете често је био модел оцу, који га је портретисао заједно са осталим члановима породице. Реноарова мајка је умрла рано, а њену улогу преузела је дадиља и рођака Габријела Ренард, само 15 година старији од Жана, која је уједно била и модел његовом оцу. Габријела је у старости живела у кући поред Реноарове, на Беверли Хилсу, где је и умрла 1959. године.

### Школовање и младост
Године 1913. дипломирао је на универзитету у граду Екс ан Прованс, гдје је писао и поезију. По завршетку студија пријавио се у коњицу, са намером да започне војну каријеру. По избијању Првог светског рата одлази на фронт, где је рањен у ногу. Током опоравка проводио је време у париским биоскопима, гдје је открио филмове Чарлија Чаплина. Након опоравка прикључио војној служби у ваздухопловству. Крај рата дочекао је са чином поручника.
Као младић, на очев наговор Жан Реноар се бавио керамиком. Заједно са братом студирао је керамику у градићу Кањ на Мору у близини Нице, где се његова породица преселила. Почетком 1920. године, неколико месеци после очеве смрти Жан се оженио са Andrée Heurschling, девојком која је била један од сликаревих модела. Са њом се преселио у Бурон Марлот близу Париза. У намери да ту оснују фабрику керамике, Жану Реноару се придружио и његов пријатељ Пол Сезан, син чувеног сликара. Међутим, Реноар убрзо напушта ову идеју и окреће се раду на филму.

### Породични живот
У својој књизи Жан Реноар: Пројекција раја Роналд Берган тврди да је Реноар продао већину очевих слика како би својој жени Андре омогућио живот на „високој нози”. Он такође сугерише да је Реноир направио и свој први филм Кучка (La Chienne 1932), у коме се она први пут појавила под именом Кетрин Хеслинг, како би јој омогућио да постане звезда, да би се на крају ипак развели. У браку са Кетрин Реноар је имао сина Алана. После Кетрин Жан Реноар је десет година био у вези са монтажерком Маргарит Хул, са којом се никада није оженио, али је она носила његово презиме Маргарит Реноар. Године 1944, током боравка у САД, Реноар се оженио ћерком бразилског режисера Алберта Кавалкантија, Дидо Фреире.
Јеан Реноир је умро 12. фебруара 1979. године на Беверли Хилсу у Калифорнији. Његово тело пренето је у Француску и сахрањен је поред своје породице, на гробљу у месту Есоа у департману Об, у Француској.

## Почетак филмске каријере - неми филм
Са светом глумаца и позоришта Жан Реноар је дошао у контакт преко снаје, жене свог старијег брата, глумице Вере Сержин (Vera Sergine) и одушевљен филмском уметношћу, која се тада тек развијала, одлучио је да напише сценарио. Тако је 1923. настао његов први филм Катарина или Живот без радости (фр. Catherine ou Une vie sans Joie). Главну улогу у филму играла је његова жена, која се од овог филма па надаље појављује под именом Кетрин Хеслинг. Филмску каријеру Реноар је започео неуједначеном серијом од осам немих филмова. Као режисер дебитовао је 1924. године са филмом Девојка од воде (фр. La Fille de l’eau), у коме је такође глумила његова супруга. Међу немим филмовима издвајају се филмови Нана из 1926, адаптација Золиног истоименог романа инспирисан филмом Луцкасте жене, чувеног аустријског редитеља Ериха фон Штрохајма, затим адаптација Андерсенове бајке Мала продавачица шибица (фр. La Petite marchande d’allumettes) из 1927. и Забушанти (фр. Tire-au flanc) из 1928. Остали неми филмови су били комерцијални. Овај почетак у немом филму био је прилично хаотичан. Реноар, који је увек тврдио да није редитељ већ приповедач, постао је прави уметник тек са појавом звучног филма.

## Звучни филм - француски период
Појавом звучнога филма Реноар се брзо прилагодио новој медијској поетици и реторици. Његов први звучни филм био је Беба добија средство за чишћење (фр. On purge bébé, 1931), релативно тривијална комедија из породичног живота која постиже велики комерцијални успех, што му омогућује да, годину дана касније, сними свој први значајни звучни филм Кучка (фр. La Chienne 1932),. Већ својим првим филмовима Кучка, Ноћ на раскршћу (фр. La Nuit дduу carrefour, 1932), и Буди, спашен из воде (фр. Boudu sauvé des eaux, 1932),  постао је једна од водећих личности францускога филма. Следећи филм који је Реноар снимио било је Мадам Бовари (фр. Madame Bovary, 1934) адаптација истоименог романа француског писца Гистава Флобера. Овај фил, као и претходна два која се баве социјалним темама (Нана и Буди, спашен из воде) били су у комерцијалном смислу потпуни промашаји. Срећом, 1935. године пружила му се прилика да се рихвати много хваљеног пројекта Марсела Пањола, филма Тони. Тони је прича о италијанским емигрантима који раде у каменоломима у јужној Француској. Изабравши за снимање аутентичне локације у Марсеју и мало познате глумце као актере главних улога, док су се у споредним појављивали натуршчици, Реноар је покушао да овај филм, према сопственим речима, „што више приближи документарном”. Ово остварење се у историји филма сматра следбеником совјетског реализма и претходником италијанског неореализма.
После филма Тони Реноар се враћа свом једином сараднику на сценаријима, песнику Жаку Преверу и филм који тада настаје, Злочин господина Ланжа (фр. Le Crime de Monsieur Lange, 1936) представља прекретницу у његовом раду. Сниман у време великих изборних победа Народног фронта овај филм представља политичку параболу о потреби колективне акције против „поквареног капитализма” и најавио је нови дух социјалног ангажмана који ће преовладавати у Реноаровим филмовима снимљеним пред избијање Другог светског рата. Уследио је филм Живот је наш (фр. La vie est à nous, 1936), пропагандни документарац посвећен изборима за Комунистичку партију, у коме су снимци из филмских новости помешани са драматичним реконструкцијама како би се упозорило на претњу коју представља надолазећи фашизам. Финансиран искључиво од јавних претплата, овај филм је забрањен за приказивање у комерцијалним биоскопима, али је био популаран у кино-клубовима и специјализованим биоскопским салама. Следећа два филма, оба снимљена 1936. године биле су адаптације књижевних дела: Излет (фр. Un Partie de campagne), снимљен по мотивима Мопасанове приповетке и под утицајем француских сликара импресиониста, монтиран и приказан тек 1946. и једна неубедљива верзија драме На дну (Les Bas-fonds) Максима Горког.
Године 1937. Реноар снима своје ремек-дело чувени филм Велика илузија (La Grande illusion). Радња филма смештена је у затвореничке логоре из Првог светског рата. Овим филмом Реноар је покушао да покаже да је рат узалудан, а класни систем, који може да доведе само до пада цивилизације, непотребан. Гебелс га је сматрао „филмским непријатељем број један” и био је забрањен за приказивање у Италији и Немачкој. Упркос томе филм је у првој години приказивања добио специјалну награду на Венецијанском фестивалу, а исте године добио је и награду њујоршке критике за најбољи филм на страном језику. На Светској изложби у Бриселу (1958), проглашен је за један од дванаест највећих филмова свих времена.
Године 1938. филм Велика илузија номинован је и за Оскара за најбољи филм и то је први филм ван енглеског говорног подручја од укупно девет који су икада номиновани за ову престижну награду. Ни један је никада није освојио.
Следећи Реноаров пројекат био је полудокументарни филм Марсељеза (La Marseillaise, 1937), реконструкција најважнијих догађаја током Француске револуције, који су финансирали синдикати и био је обојен политиком Народног фронта. После тога настао је филм Човек звер (La Bête humaine, 1938), адаптација истоименог романа Емила Золе.
Последњи филм који је Реноар снимио у Француској пре Другог светског рата је још једно његово ремек-дело, филм Правило игре (Le Règle du jeu, 1939). Уједно је и један од филмова у којима се Жан Реноар појављује и као глумац. Филм је реализовао у продукцији сопствене продукцијске куће Les Nouvelles Editions Françaises (NEF) коју је, после успеха претходних филмова, основао са својим братанцем Клодом и тројицом пријатеља.
Филм Правило игре је још једна критика друштва, врцав и елегантан, али дубоко песимистичан филм који се на крају ипак бави социјалним сломом и декаденцијом у култури у изузетно критичном тренутку европске историје. Сам Реноар очекивао је да филм буде сматран контроверзним, али није могао ни да претпостави тако екстремну реакцију каква је настала после приказивања. На париској премијери филм је изазвао политичке немире, дистрибутер га је скратио и премонтирао са 113 на 80 минута, да би га најзад, 1939. године, војни цензори забранили као „деморалишући”. Нацисти су га забранили током окупације, а оригинални негатив је уништен 1942. године, за време Другог светског рата. Године 1956, под Реноаровим надзором, два француска продуцента рестаурирала су интегралну верзију филма и од тада Правило игре ужива светски углед. Године 1962. и 1972. на међународном скупу филмских критичара сврстан је међу десет највећих икад снимљених филмова.
У лето 1939. године Реноар прихвата позив да предаје у италијанској националној филмској школи Centro Sperimentale у Риму и да режира обраду Пучинијеве опере Тоска (La Tosca). Реноарова екипа је започела посао, али је 10. јуна 1940. Италија објавила рат Француској, па је Реноар, који је због својих левичарских политичких идеја био на нацистичкој „листи за одстрел”, морао да емигрира у САД. Филм су довршили сасвим други људи.

## Живот и рад у Америци
По доласку у САД Реноар је снимио за разне студије неколико изразито реалистичких филмова. Први је био комерцијални филм Мочвара (Swamp Water, 1941), који на неки начин представља америчку, комерцијалну верзију филма Тони. За њим су уследила два ратно-пропагандна филма: То је моја земља (This Land is Mine, 1943) и Поздрав Француској (Salute to France, 1944). Следећи филм који снима је уједно и његов најбољи амерички филм Јужњак (The Southerner, 1945) , полудокументарни филм о тешком животу белих фармера на америчком југу, снимљен на аутентичним локацијама. Више него у свим осталим филмови снимљени у Америци у овом филму се Реноар враћа поетском реализму 30-их година 20. века. Јужњак је проглашен за најбољи филм по оцени новинарског жирија на Филмском фестивалу у Венецији 1946. године („Златни лав” се додељује тек од 1949. године).
Следећим филмом Дневник једне собарице (The Diary of a Chambermaid), снимљеним 1946. године према истоименом роману Октава Мирабоа Реноар се враћа француским изворима, али овај филм о декаденцији француског буржоаског друштва с краја 19. века наишао је на општу осуду широм Европе у којој је Реноаров предратни углед већ почео да пада у заборав. Последњи филм који је Жан Реноар снимио у Америци је романтична прича Жена на песку (The Woman on the Beach 1947) и био је потпуни промашај и у естетском и у комерцијалном погледу.

## Први филм у боји
Из Холивуда Реноар одлази у Индију да би 1951. године, на обалама реке Ганг, снимио филм Река (The River, 1951), прелепу причи о утисцима четрнаестогодишње британске девојчице о Индији. Ово је први Реноаров филм у боји, а сјајну фотографију урадио је његов братанац Клод Реноар.

## Повратак у Европу
Из Индије Реноар одлази у Италију. Повратком у Еуропу он је променио тематику својих филмова и окренуо се културној историји, као ненадмашиви мајстор у сликању прошлих времена. У Италији снима филм Златна кочија (La carrozza d’oro, 1952), филм у колору о позоришној трупи у Перуу, у коме покушава да истражи везе између филма, позоришта и стварности.
Године 1954. Реноар се, први пут по завршетку Другог светског рата, вратио у своју домовину Француску, где је започео нову значајну серију својих француских филмова. Френч Канкан (French CanCan, 1955) је прича о Монмартру из времена Реноаровог детињства током последње деценије 19. века и импресарију који је основао чувени Мулен руж. Следећи филм, Хелена и мушкарци (Éléna et les hommes, 1956), романтична је драма из времена француско-пруског рата, а следе филмови Тестамент доктора Кордељера (Le Testament du Dr. Cordelier, 1959), модернистичка адаптација романа Доктор Џекил и Мистер Хајд Роберта Луиса Стивенсона и футуристичка фантазија Доручак на трави (Le Déjeneur sur l’herbe, 1960). Свој последњи филм, лаку комедију Заробљени каплар (Le Caporal epinglé) о покушајима бекства француског каплара из немачког логора током Другог светског рата, Реноар је снимио 1962. У овом филму он се вратио теми ратних заробљеника.
Своју филмску каријеру Жан Реноар је окончао 1969. године серијом кратких комада снимљених за француску телевизију, под називом Мало позориште Жана Реноара (Le Petit théâtre de Jean Renoir). Његова последња три филма, од Тестамента доктора Кордељера, као ни телевизијска серија, не постижу лепоту и креативност његових остварења из прве половине 20. века

## Допринос филмској техници
Жан Реноар био је први велики редитељ звучног филма који је, упркос неразвијеној технологији, дубински компоновао своје кадрове. Дубину је постизао вештачки, непрестаним подешавањем оштрине камере која прати драмску акцију у кадру. Експерименте са овом техником снимања Реноар је започео на својим првим звучним филмовима, али ју је усавршио у филму Велика илузија. Компоновао је филм углавном од покретних кадрова-секвенци, чиме је одбацио тада традиционалне технике монтаже и драмску напетост стварао прецизним смештањем ликова на различите просторне нивое унутар кадра. Касније је ову технику усавршио Орсон Велс у својим филмовима.

## Филмографија
- Катарина или Живот без радости (Catherine ou Une vie sans Joie, 1923)
- Девојка од воде (La Fille de l’eau, 1924)
- Нана (Nana, 1926)
- Мала продавачица шибица (La Petite marchande d’allumettes, 1927)
- Забушанти (Tire-au flanc, 1928)
- Беба добија средство за чишћење (On purge bébé, 1931)
- Кучка (La Chienne 1932)
- Ноћ на раскршћу (La Nuit дduу carrefour, 1932)
- Шотар и компанија (Chotard et cie, 1932)
- Буди, спасен из воде (Boudu sauvé des eaux, 1932)
- Мадам Бовари (Madame Bovary, 1934)
- Тони (Toni, 1935)
- Злочин господина Ланжа (Le Crime de Monsieur Lange, 1936)
- Живот је наш (La vie est à nous, 1936)
- Излет (Un Partie de campagne, 1936)
- На дну (Les Bas-fonds, 1936)
- Велика илузија (La Grande illusion, 1937)
- Марсељеза (La Marseillaise, 1937)
- Човек звер (La Bête humaine, 1938)
- Правило игре (Le Règle du jeu, 1939)
- Мочвара (Swamp Water, 1941)
- То је моја земља (This Land is Mine, 1943)
- Поздрав Француској (Salute to France, 1944)
- Јужњак (The Southerner, 1945)
- Дневник једне собарице (The Diary of a Chambermaid, 1946)
- Жена на песку (The Woman on the Beach 1947)
- Река (The River, 1951)
- Златна кочија (La carrozza d’oro, 1952)
- Френч Канкан (French CanCan, 1955)
- Хелена и мушкарци (Éléna et les hommes, 1956)
- Тестамент доктора Кордељера (Le Testament du Dr. Cordelier, 1959)
- Доручак на трави (Le Déjeneur sur l’herbe, 1960)
- Заробљени каплар (Le Caporal epinglé, 1962)

### ТВ серија
- Мало позориште Жана Реноара (Le Petit théâtre de Jean Renoir, 1969)

## Награде
- 1937. - Филм Велика илузија добио је награду њујоршке критике за најбољи филм на страном језику и специјалну награду на Венецијанском фестивалу, иако је тада у Италији и Немачкој био забрањен за комерцијално приказивање.[30]
- 1946. - Филм Јужњак је проглашен за најбољи филм по оцени новинарског жирија на Филмском фестивалу у Венецији („Златни лав” се додељује тек од 1949. године).[27]

## Утицај
Реноаров утицај на Орсона Велса добро је познат, посебно сниматељска техника коју је Реноар развио, а Велс касније усавршио. Такође је јак утицај Жан Реноар имао на италијански реализам.
Чак шест филмова Жана Реноара уврштено је на списак хиљаду и једног најбољег филмског остварења међу филмовима снимљеним до 2007. године:
- Кучка,[36]
- Буди, спасен из воде,[37]
- Излет,[38]
- Велика илузија[39] (На Светској изложби у Бриселу 1958. године проглашен је за један од дванаест највећих филмова свих времена),[21]
- Правило игре[23] (Године 1962. и 1972. на међународном скупу филмских критичара сврстан је међу десет највећих икад снимљених филмова)[25] и
- Златна кочија[40]